# 마카베오기 제4서
마카베오기 제4서 또는 마카비 4서는 대부분의 교회에서 성경에 나오는 것이 아니라 그리스어 성경의 부록이며, 조지아 정교회의 성서에 있다. 1688년 루마니아 정교회, 18세기 루마니아 가톨릭교회 성서(Joseph)에 포함되었다. 하지만 현재 루마니아 성경에서는 더 이상 인쇄되지 않는다. 로마 가톨릭에서는 마카베오기 제4서와 마찬가지로 부록으로만 인정한다.

## 개요
이 작품은 프롤로그와 두 개의 주요 부분으로 구성되어 있는데, 첫 번째 부분은 철학적 논제를 발전시킨 반면, 두 번째 부분은 안티오코스 4세 에피파네스 휘하의 2명의 마카비인(주로 엘르아제르와 마카베안 청년의 순교)으로부터 도출된 사례를 사용하여 만들어진 논점들을 보여준다. 마지막 장은 이러한 순교에서 도출된 작가의 감상에 관한 것이다. 따라서 이 작품은 마카비인에 대한 독립적인 구성으로 보이며, 단지 주장을 뒷받침하기 위해 그들의 설명을 그렸을 뿐이다. 원래 그리스어로 작성되었다.

## 비평
일부 학자들에 따르면, 비록 이것이 19세기 유대인 작가들에 의해 논란이 되긴 했지만, 마지막 장은 나중에 이 작품에 추가된것으로 보고 있다. 이 논쟁은 문체에 기초한 논쟁뿐만 아니라 "추가된" 장이 없다면 이 책이 가질 수 있는 약한 결말에 기초하고 있다. 17장과의 방향 전환은 에발트와 프로이덴탈에 의해 진전된 하누카의 향연에 그리스어를 구사하는 청중 앞에서 행해지는 강론으로서 작품의 관점을 뒷받침해 주고 있는데, 여기서 이것은 청취자들을 담화 속으로 끌어들이기 위한 수사적 요소가 될 것이다. 또 다른 사람들은 강론이 문자 본문에 기초해야 한다고 주장하는데, 이 작업은 단지 느슨할 뿐이다.
스타일상 이 책은 웅변적이긴 하지만 3명의 마카비인 만큼은 아니다. 스토아 철학으로 해석될 수 있는 것은 본문에는 독창적인 철학적 통찰이 거의 없지만 저자가 인용한 것이다. 헬레니즘 유대인의 본성은 알렉산드리아에 기원을 두고 있지만 안티오키아의 순교자들에 대한 관심과 현대 터키의 글과의 유사성은 지중해 동북부의 기원을 가리킨다. 유대 문학으로 간주되는 이 책은 유대인과 헬레니즘 사상 사이의 싱크로트주의의 가장 좋은 예로 인용된다.
이 책은 에우세비우스와 히에로니무스, 요세푸스에 기인하고 있는데, 이 의견은 여러 해 동안 받아들여져 요셉푸스의 작품 여러 판에 수록되었다. 그러나 학자들은 언어와 문체의 인식 차이를 지적해 왔다. 이 책은 일반적으로 20년에서 130년 사이이며, 아마도 그 범위의 후반부에 있을 것이다.

## 같이 보기
- 다양한 기독교의 정경
- 마카베오기 제1서
- 마카베오기 제2서
- 마카베오기 제3서